# Hydroglyphus licenti
Hydroglyphus licenti är en skalbaggsart som först beskrevs av Feng 1936.  Hydroglyphus licenti ingår i släktet Hydroglyphus och familjen dykare. Inga underarter finns listade i Catalogue of Life.